# Zastava Guernseyja
Zastava Guernseyja usvojena je 1985. godine i sastoji se od crvenoga križa Svetog Georgea s dodatim zlatnim križem u sredini. Zlatni križ predstavlja Vilima I. Osvajača, koji ga je imao u bitci kod Hastingsa.
Prije 1985. koristila se zastava bez zlatnoga križa, jednaka zastavi Engleske.